# Iarînivka, Sarnî
Iarînivka (în ucraineană Яринівка) este un sat în comuna Remciîți din raionul Sarnî, regiunea Rivne, Ucraina.

## Demografie
Componența lingvistică a localității Iarînivka
     Ucraineană (98,86%)
     Rusă (1,14%)
Conform recensământului din 2001, majoritatea populației localității Iarînivka era vorbitoare de ucraineană (98,86%), existând în minoritate și vorbitori de rusă (1,14%).